# Théologie de la croix

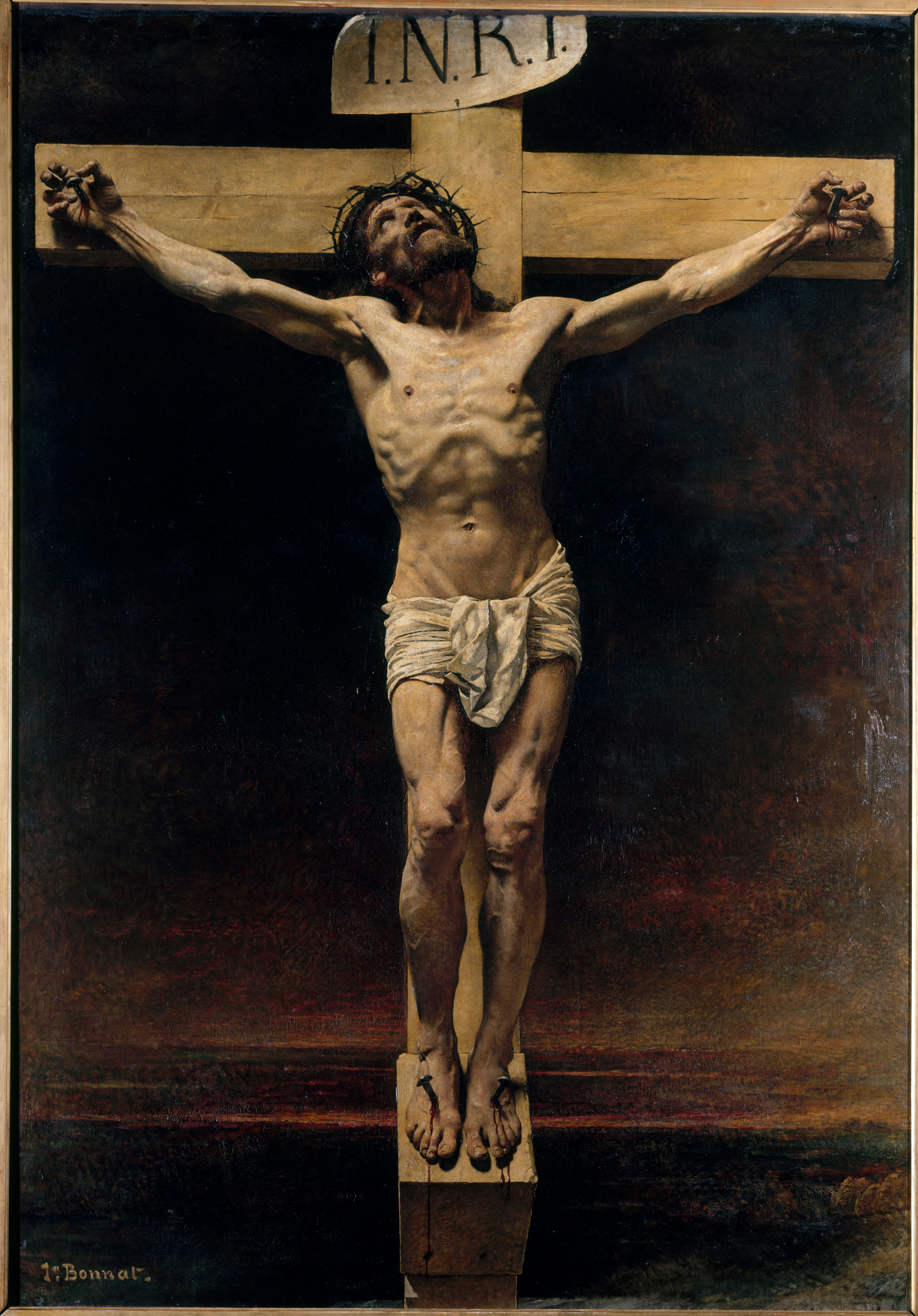
Le Christ en croix (1874) de Léon Bonnat.

La théologie de la croix, également appelée staurologie, est une branche de la théologie chrétienne centrée sur le mystère de la Crucifixion.
Développée notamment dans plusieurs épîtres de Paul et chez Origène, l'importance de la croix est conceptualisée par Martin Luther, qui a créé l'expression d'origine, en latin : theologia crucis. Cette notion a gardé un rôle majeur dans la théologie protestante.
Au XXe siècle, elle transcende les divergences confessionnelles et occupe une place centrale dans l'œuvre de théologiens comme Hans Urs von Balthasar et Karl Barth.

## Définition
La théologie de la croix est une forme particulière de la théologie chrétienne en ce qu'« il s’agit de penser la connaissance de Dieu à partir, non pas de ses attributs divins, de la raison humaine, de la révélation naturelle ou de la métaphysique mais seulement à partir de la croix ».
En conséquence, toute la construction théologique doit être ordonnée à la croix et à la crucifixion, du fait de leur rôle unique dans le salut, ce qui permet et contraint à la fois à une nouvelle appréhension du divin, notamment dans l'inversion de ses prérogatives. Dieu, à la croix, se révèle faible et mourant, et non fort et puissant.
Quand Martin Luther crée l'expression, il se place en opposition à la « théologie de la gloire » (theologia gloriæ) au cours de la Dispute de Heidelberg en 1518. Dans ce débat, il représente l'ordre des Augustins et expose ses thèses qui serviront plus tard de fondement à la Réforme protestante. Il définit la croix du Christ comme seule source de la connaissance de Dieu et du salut, alors que la théologie de la gloire met davantage l'accent sur la raison humaine. En ce sens, pour Luther, la théologie de la gloire est une doctrine spéculative qui trouve son apogée dans la scolastique, à laquelle il reproche de se fier à la rationalité pour prétendre approcher Dieu, qui est invisible, à travers sa création, qui est visible.
Cette prise de position se réfère directement aux épîtres de Paul, qui établissent un lien entre la croix et la sagesse, notamment en 1 Co 1:18-21 et 8, et fustigent les « ennemis de la croix » (Ph 3:18).

## Histoire

### Épîtres de Paul
Un des textes les plus fondateurs de la théologie de la Croix est l'« hymne aux Philippiens », aux versets 6 à 11 du deuxième chapitre de l'épître aux Philippiens : 

« le Christ Jésus, bien qu’il fût dans la condition de Dieu, n’a pas retenu avidement son égalité avec Dieu ; mais il s’est anéanti lui-même, en prenant la condition d’esclave, en se rendant semblable aux hommes, et reconnu pour homme par tout ce qui a paru de lui ; il s’est abaissé lui-même, se faisant obéissant jusqu’à la mort, et à la mort de la croix. C’est pourquoi aussi Dieu l’a souverainement élevé, et lui a donné le nom qui est au-dessus de tout nom, afin qu’au nom de Jésus tout genou fléchisse dans les cieux, sur la terre et dans les enfers, et que toute langue confesse, à la gloire de Dieu le Père, que Jésus-Christ est Seigneur. »

Le pape Benoît XVI interprète la conversion de Paul comme un mystère centré sur la croix et la mort de Jésus, avec une double dimension d'universalité — Jésus est mort pour l'humanité tout entière — et de relation personnelle — Jésus est mort pour moi personnellement —. La Croix est dans cette perspective un salut donné comme grâce de manière unilatérale.

### Théologiens anciens
Origène voit une préfiguration de la Croix salvatrice dans la bataille entre les Hébreux et les Amalécites relaté dans le Livre de l'Exode, quand Moïse lève les bras pour faire vaincre les Hébreux, soutenu par Aaron et Hur.
Irénée de Lyon établit une relation directe entre Création et Rédemption, méditant sur la forme même de la croix comme mesure de l'amour de Dieu et figure du Dieu créateur.

### LeXXesiècle
Dans le protestantisme, si la théologie de la croix est d'une importance inégale parmi les successeurs de Luther, le XXe siècle voit son retour dans les œuvres de Bonhoeffer et de Karl Barth,.
La même prééminence se retrouve dans le catholicisme, notamment chez Karl Rahner et Hans Urs von Balthasar. Chez Urs von Balthasar, la croix est indissociable de la gloire de la Trinité. Pour lui, la croix est l'aboutissement final d'une kénose qui commence au sein même de la Trinité, et non pour le seul Christ.
Il en va de même dans le christianisme orthodoxe, avec des auteurs tels que Berdiaev, Sergueï Boulgakov ou Paul Evdokimov.

### Autres théologiens
Le théologien indien Vengal Chakkarai (en) développe une théologie proprement indienne qui s'appuie, non pas principalement sur des éléments johanniques mais plutôt pauliniens, en particulier l'épître aux Philippiens, et surtout les versets 6 à 11 du chapitre 2, dit « Hymne aux Philippiens ». Ces versets sont la révélation la plus explicite du mystère de la kénose.
Toutefois les kénoses sémitique et orientales ne sont absolument pas synonymes, étant héritières de deux traditions philosophiques oxymoriques. Mais la démarche de Paul et de Chakkarai sont similaires, ce qui amène Chakkari encore plus loin que son prédécesseur. Dans la version de Chakkarai, la Croix est un outil de déréliction encore plus absolu dans la mesure où elle prive même le Christ de la relation à Dieu le Père.

## Représentations artistiques

### Christianisme ancien
Dans les représentations antiques, la Croix est peu représentée comme instrument du salut, car elle continue d'être utilisée par l'Empire romain comme instrument de torture, notamment vis-à-vis des premiers chrétiens. La première représentation connue d'une croix comme instrument de salut date de l'évangéliaire de Rabbula, dont les enluminures sont datées du VIe siècle.
Dans le mausolée de Galla Placidia, la Croix est placée au centre de la décoration en mosaïque de la coupole, et y figure l'axe du cosmos.

Représentations antiques de la Croix associée au Salut
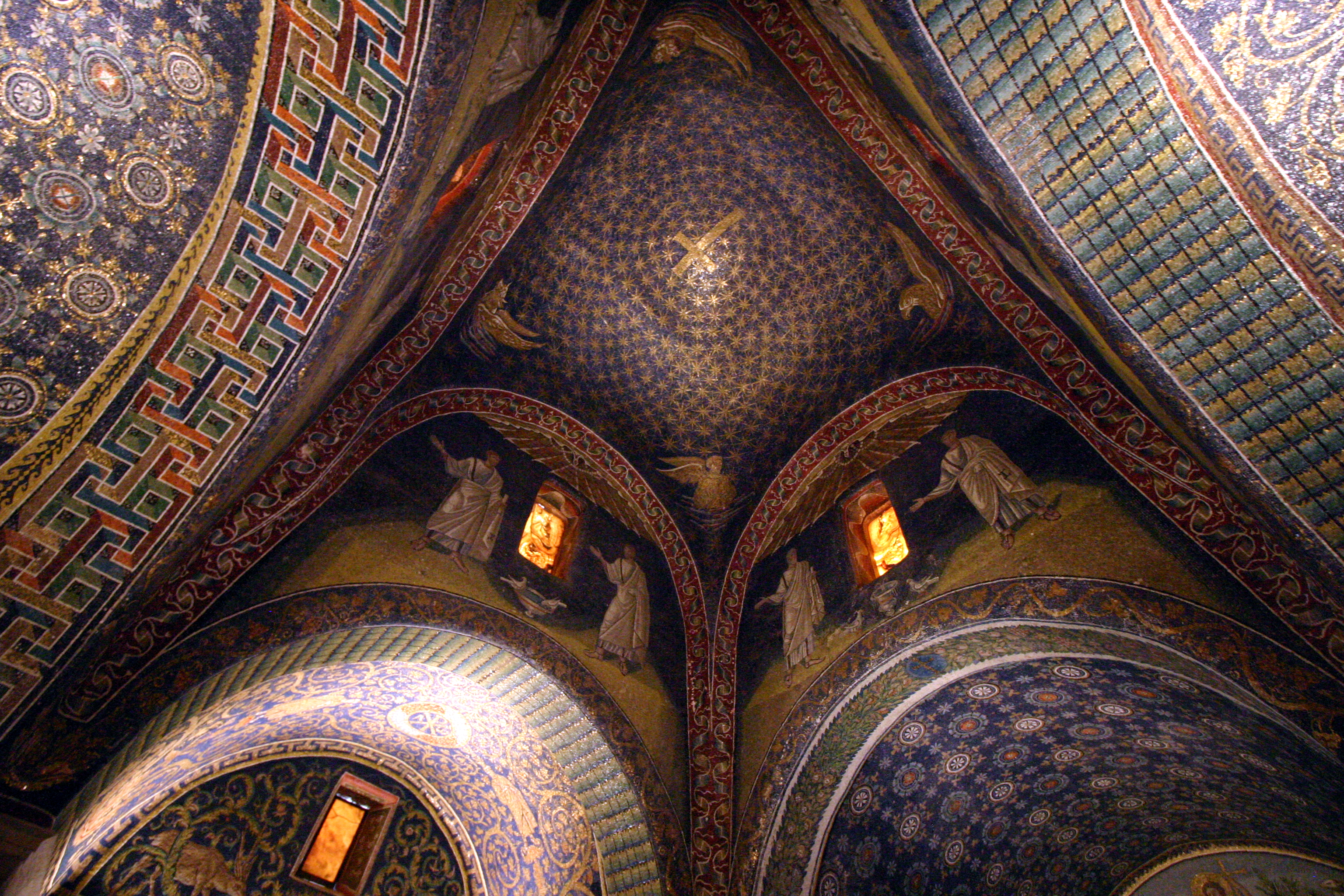
La coupole du mausolée de Galla Placidia, où la Croix figure l'axe du cosmos.

### Moyen Âge
Raban Maur, dans son Liber de laudibus Sanctae Crucis, représente la Croix en calligramme comme signe du règne cosmique du Christ.

Représentations médiévales de la Croix associée au Salut
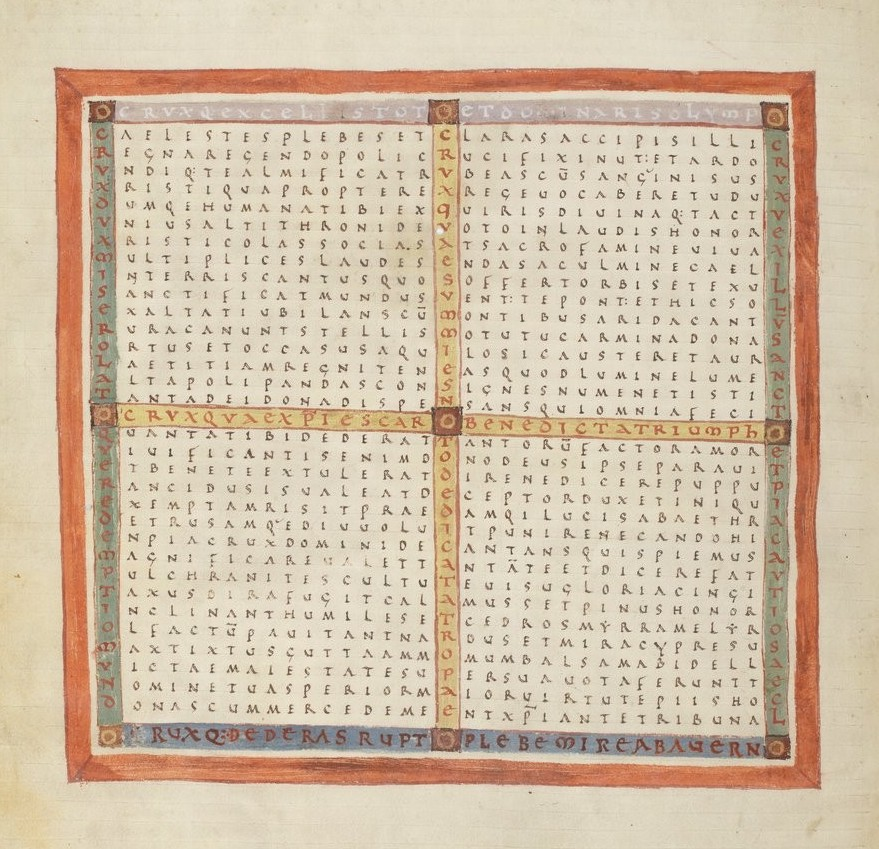
Verso du feuillet 4 du Liber de laudibus Sanctae Crucis de Raban Maur, montrant un calligramme cruciforme.
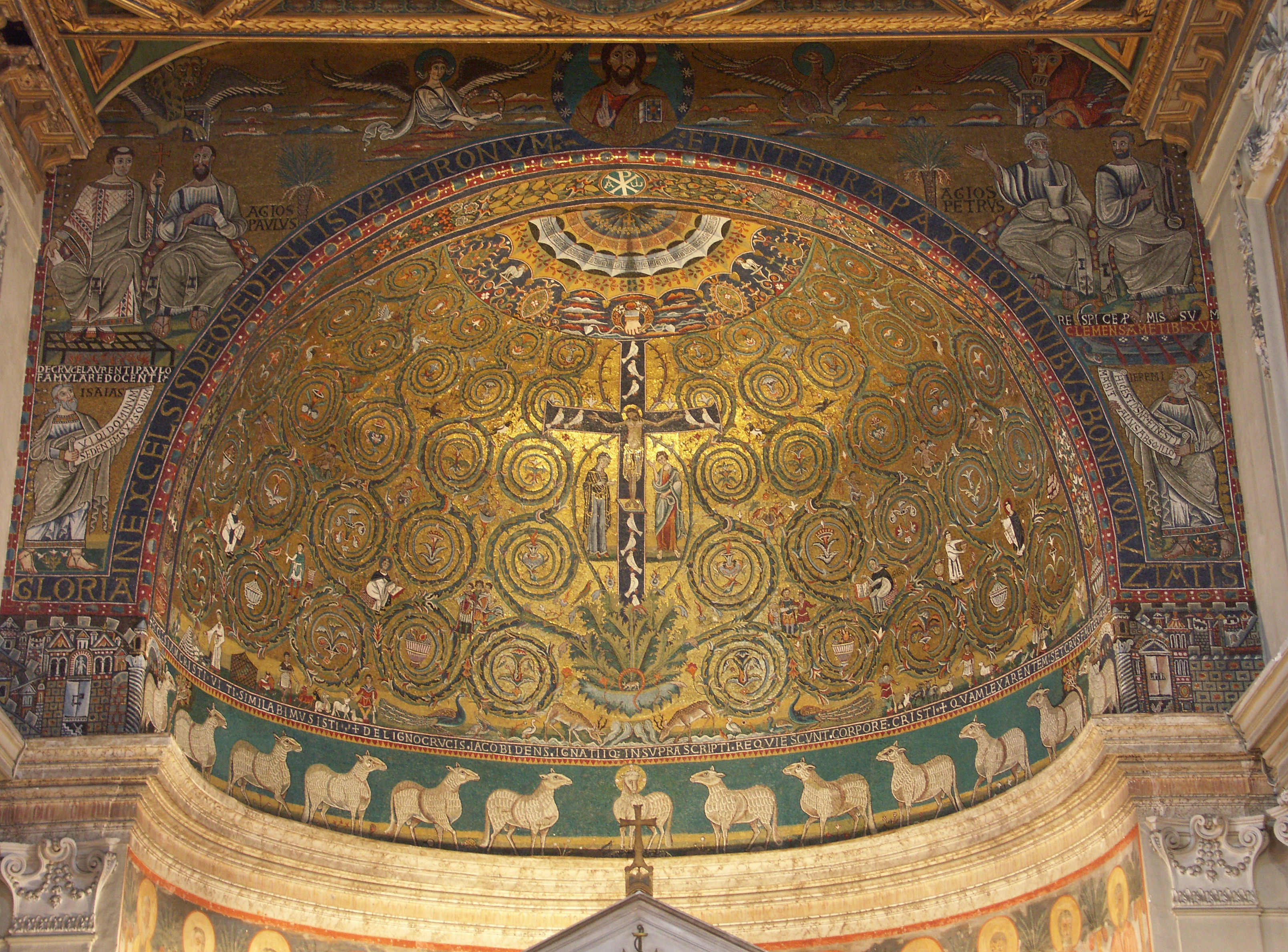
L'abside de Saint-Clément-du-Latran, décorée d'une grande crucifixion du XIIe siècle.